# إبراهيم اليزدي
إبراهيم يزدي (ولد سنة 1931 في قزوين - 27 أغسطس 2017) هو سياسي وناشط ودبلوماسي إيراني. شغل منصب الوزير الأول فمنصب وزير الخارجية في الحكومة المؤقتة عام 1979، قدم استقالته منها في نوفمبر من نفس العام على خلفية أزمة الرهائن في إيران. ترأس بين عامي 1995 و2017 حركة حرية إيران.
يقول الكاتب والصحفي الإيراني مسعود بهنود: «في الليلة الأولى من الثورة حكم خلخالي بإعدام 30 شخص ثم إبراهيم اليزدي أصر على عدم تنفيذ الحكم ليصل العدد في الأخير إلى 4 أشخاص فقط وأطلقوا سراح 20 شخص. يقول خلخالي يزدي كان يعارضني كثيرا من تنفيذ أحكام الإعدام وكنت أغلق التليفون حتى لا يتصل بي أحد».

## نشأته وتكونيه
درس إبراهيم يزدي الصيدلة في جامعة طهران.

## السجن
في يوم 28 ديسمبر 2011 أصدرت المحكمة الثورية الإيرانية حكما بالسجن ثمانية أعوام على إبراهيم يزدي، بعد إدانته بتهديد الأمن القومي.

## وفاته
توفي إبراهيم اليزدي يوم 27 أغسطس 2017 في إحدى مستشفيات مدينة إزمير بتركيا حيث كان يعالج من سرطان البنكرياس، وذلك عن عمر يناهز 85 سنة.